# Yalboroo
Yalboroo är en ort i Australien. Den ligger i kommunen Mackay och delstaten Queensland, omkring 860 kilometer nordväst om delstatshuvudstaden Brisbane. Antalet invånare är 205.
Runt Yalboroo är det mycket glesbefolkat, med 4 invånare per kvadratkilometer.. Det finns inga andra samhällen i närheten.
Omgivningarna runt Yalboroo är huvudsakligen savann. Genomsnittlig årsnederbörd är 1 479 millimeter. Den regnigaste månaden är februari, med i genomsnitt 387 mm nederbörd, och den torraste är september, med 16 mm nederbörd.